# Паскал Киняр
Паскал Киняр (на френски: Pascal Quignard) е френски писател на произведения в жанра драма, исторически роман и документалистика, преводач и виолончелист. 

## Биография и творчество
Паскал Киняр е роден на 23 април 1948 г. във Верньой сюр Авър, Франция, в семейството на учители. Израства в Хавър. Като младеж се интересува от музика, латински и гръцки език, антична литература. Следва философия в университета в Нантер в периода 1966 – 1968 г. След дипломирането си работи като преподавател в университета във Венсен и в Практическото училище за висши изследвания.
Първата му книга „Същността на заекването“ (L'Être du balbutiement), издадена през 1969 г., е есе, посветено на Леополд Фон Захер-Мазох. Забелязан е от Луи-Рене де Форе и е привлечен за сътрудничество към списание „L'Éphémère“, където се запознава с поета Ив Бонфоа и писателите Филип Жакоте и Мишел Лерис. През 1969 г., по молба на Паул Целан, превежда гръцката трагедия „Александра“ от Ликофрон. В същото време става вътрешен рацензент в издателствата „Mercure de France“ и „Gallimard“, а през 1976 г. става член на комисията. Едновременно публикува няколко есета за Морис Сев, Ликофрон и Мишел Деги, а през 1976 г. е издадена новелата му „Четецът“ (Le Lecteur).
Първият му роман „Carus“ е издаден през 1979 г. и получава наградата на критиката през 1980 г. В периода 1981 – 1990 г. публикува поредицата „Малки трактати“ (Petits traités), издадени впоследствие в 8 сборника. Става известен с романите си „Вюртембергският панаир“ (Le Salon du Württemberg) от 1986 г. и „Стълбите на Шамбор“ (Les Escaliers de Chambord) от 1989 г. Става генерален секретар за редакционното развитие на издателство „Gallimard“. Свири на виолончело и с подкрепата на президента Франсоа Митеран основава Версайския бароков оперен и театрален фестивал, който ръководи в периода 1990 – 1994 г.
През 1991 г. е издаден романът му „Всички утрини на света“. Романът е посветен на виолиста Марен Маре, живял през XVII век, за когото изкуството е призвание и съдба, и на неговия учител Жан дьо Сент Коломб. Същата година романът е екранизиран в едноименния и много успешен филм с участието на Жерар Депардийо и Гийом Депардийо, а саундтракът му допринася за международната известност на композитора Жорди Савал.
През 1994 г. е публикувана книгата му „Секс и ужас“, която е посветена на античните сексуални практики в Римския свят, възвръщането към тъмната страна на сексуалността и нейното телесно измерение. След нея той напуска работата си в издателството и се посвещава на писателската си кариера.
През 1997 г. писателят получава инфаркт и е хоспитализиран по спешност. Преживаванията му през този период го вдъхновяват за романа „Тайният живот“ (Vie secrète), който съчетава художествена литература, теория, диалектика, сън, разказ, дневник, роман, разказ, поезия, есе, епистоларно изкуство и афоризъм. Книгата получава голямата награда на Дружеството на литераторите и наградата на град Париж.
Романът му „Тераса в Рим“ е издаден през 2000 г. Сюжетът се развива в XVII век. Младият гравьор Мом лудо обича една жена, но тя е определена за друг мъж, който от ревност залива лицето му със сярна киселина. Обезобразеният Мом е принуден да се откаже от любимата, но я обича до края на живота си. Състоянието си отразява в творбите си, противопоставяни на традиционната гравюра, както и със смелите си еротични гравюри, преследвани от светските и религиозните власти. Книгата е отличена с голямата награда на Френската академия за роман и наградата на Принца на Монако.
Голяма част от произведенията му е поредицата „Последното царство“. Първата книга от нея, „Скитащите сенки“, е публикувана през 2002 г. Тя е сложно философско, историческо, етическо и естетическо повествование, съдържащо колекция от афоризми, спомени и рефлексии върху миналото, търсене на мостове между него и настоящето, между морала и политиката, парите и литературата, дивото и цивилизованото, греха и страха. Въпреки споровете на журито книгата получава най-високото френско литературно отличие – наградата „Гонкур“ (наградата е обща за първите три книги от поредицата).
През 2006 г. е издаден романът му „Вила Амалия“. Историята представя герой, завладян от желанието да остави всичко зад себе си, да не бъде повече себе си и да отиде и да открие себе си другаде, една вечна борба между половете, в която побеждава любовта. През 2009 г. романът е екранизиран в едноименния филм с участието на Изабел Юпер.
Освен от гръцки (Ликофрон) прави преводи на произведения от латински (Albucius, Porcius Latro) и китайски език (Kong-souen Long).

## Произведения

### Самостоятелни романи
- Carus (1979)[2][3]
- Petits traités (1981 – 1990)
- Les Tablettes de buis d’Apronenia Avitia (1984)
- Le Salon du Wurtemberg (1986)[1]
- Les Escaliers de Chambord (1989)
- Tous les matins du monde (1991)
Всички утрини на света, изд.: ИК „Хемус“, София (1998), прев. Елена Константинова
- L'Amour conjugal (1994) – с гравюри от Пиер Скира
- L'Occupation américaine (1994)
- Terrasse à Rome (2000) – голямата награда на Френската академия за роман, награда на принца на Монако
Тераса над Рим, изд. „Леге Артис“ (2002), прев. Светла Лекарска
- Requiem (2006)
- Villa Amalia (2006) – награда „Жан Джоно“
„Вила Амалия“,  изд. „Леге Артис“ (2018), прев. Красимир Кавалджиев
- Les Solidarités mystérieuses (2011)
- Les Larmes (2016) – награда за литература „Андре Жид“
- Dans ce jardin qu'on aimait (2017
- L'Amour, la mer (2022)

### Серия „Последното царство“ (Dernier Royaume)
1. Les Ombres errantes (2002) – награда „Гонкур“[1][2][3]
Скитащите сенки, изд. „Леге Артис“ (2003, 2017), прев. Светла Лекарска
2. Sur le jadis (2002)
3. Abîmes (2002)
4. Les Paradisiaques (2005)
5. Sordidissimes (2005)
6. La Barque silencieuse (2009)
7. Les Désarçonnés (2012
8. Vie secrète (1997) – голямата награда на Дружеството на литераторите, награда на град Париж
9. Mourir de penser (2014)
10. L'Enfant d'Ingolstadt (2018)
11. L'Homme aux trois lettres (2020)
Човекът с трите букви, изд. „Леге Артис“ (2018), прев. Павлина Рибарова

### Новели
- Le Lecteur (1976)[3]
- La Raison (1990)

### Документалистика
- Écho, suivi de Épistolè Alexandroy (1975)[2][3]
- Sang (1976)
- Hiems (1977)
- Sarx (1977)
- Les Mots de la terre, de la peur et du sol (1978)
- Inter aerias fagos (1979)
- Sur le défaut de terre (1979)
- Longin (1985)
- Une gêne technique à l'égard des fragments (1986)
- La Leçon de musique (1987)
- Albucius (1990)
- Georges de La Tour (1991) – за Жорж дьо Ла Тур
- La Frontière, livre album (1992)
- Le Nom sur le bout de la langue (1993)
- Le Sexe et l'Effroi (1994)[1]
Секс и ужас, изд. „ЛИК“ (2000), прев. Ирена Кръстева
- Les Septante (1994)
- Rhétorique spéculative (1995)
- La Haine de la musique (1996)
- Tondo (2002)
- Écrits de l'éphémère (2005)
- Pour trouver les Enfers (2005)
- Quartier de la Transportation (2006) – с Жан-Пол Марчески
- La Nuit sexuelle (2007)
- Boutès (2008)
- Lycophron et Zétès (2010)
- Medea (2011)
- Sur le désir de se jeter à l'eau (2011)
- L'Origine de la danse (2013)
- Leçons de Solfège et de piano (2013)
- La Suite des chats et des ânes (2013)
- Sur l’image qui manque à nos jours (2014)
- Sur l'idée d'une communauté de solitaires (2015)
- Critique du jugement (2015)
- Vita e morte di Nitardo (2016)
- Une journée de bonheur (2017)
- La vie n'est pas une biographie24 (2019)

#### Литературни есета
- L'Être du balbutiement (1969) – за Леополд Фон Захер-Мазох[2][3]
- Alexandra de Lycophron (1971) – за Ликофрон
- La Parole de la Délie (1974) – за Морис Сев
- Michel Deguy (1975) – за Мишел Деги
- Le Vœu de silence (1985) – за Луи-Рене де Форе
- La Réponse à Lord Chandos (2020)

Екранизации
- 1991 „Всички утрини на света“, Tous les matins du monde
- 1994 „Чиста формалност“, Una pura formalità – диалог и музика
- 1995 Le nouveau monde – по „L'occupation américaine“
- 1995 L'amour conjugal
- 2008 Les voeux – по Le nom sur le bout de la lange
- 2009 Villa Amalia